# ステファニー・サドッラ
ステファニー・サドッラ（Stephanie Sadorra、1982年2月11日 - ）は、アメリカテネシー州出身の元モデル、元レースクイーン、元ポルノ女優。一般モデルとしての名義はStephanie Sadorra、アダルトモデル・ポルノ女優としての名義はJenni Leeを使用していた。所属はフリーランス。

## 経歴
1982年生まれ、アメリカテネシー州出身。アイルランド系、ドイツ系、プエルトリコ系の血を引いている。
12歳の頃から地元テネシー州で有数のトップモデル事務所に所属し、テレビCM、雑誌等のファッションモデルやレースクイーンとして活躍。16歳で結婚し、一般人の男性と二人の息子をもうけている。
次男を出産した21歳の頃、夫公認のもとポルノ女優としてのキャリアをスタートさせる。ポルノ女優業について、「モデルとしての夢をかなえるためのキャリアの一部」と本人は語っていた。ファッションモデルとしての活動は、本名のステファニー・サドッラとして継続し、ポルノ女優業はジェニー・リーとして続けることになった。
二児の母でありながら、それを感じさせないファッションモデル出身としてのルックスやスタイルの良さで人気を博した。ポルノ女優としての活動中に夫とは離婚するが、シングルマザーとして息子たちを養っていた。2010年ごろからは、モデルやポーカーガールとしての活動に専念するため何度かポルノ業をストップしている。息子たちとは仲も良好であり、SNSなどで時折仲睦まじい写真をアップすることもあった。
2019年現在、ホームレス生活をしていることが報じられた。家族とも別居し、ラスベガスの地下トンネル内で暮らしているという。